# G.Nagenahalli, Tumkur
G.Nagenahalli là một làng thuộc tehsil Tumkur, huyện Tumkur, bang Karnataka, Ấn Độ.